# Paquiló
Paquiló es un centro poblado bajo jurisdicción del municipio de Beltrán (Cundinamarca). Situado al sur de la cabecera municipal. A una altura sobre el nivel del mar es de 250 m y temperatura media de 27 °C. Su ubicación lo sitúa en la provincia de Magdalena Centro.
La distancia de Bogotá es de 233 km. por vía Facatativá y 180 km. por vía Girardot, limita por el norte con el centro poblado Puerto Gramalotal; por el este los municipios de Pulí y Jerusalén; por el sur el municipio de Guataquí y el oeste con el municipio de Venadillo del departamento del Tolima y el río Magdalena.
En el territorio se distinguen 2 regiones, una en el occidente con característica plana y baja, localizado entre el río Magdalena y la Cordillera Oriental y la otra al oriente con característica montañosa que hace parte de la Cordillera Oriental, la inspección en su morfología no presenta alturas no inferiores de 230 m ni superiores de 1000 m por lo cual la mayor parte de sus tierras pertenece al piso térmico cálido.

## Historia

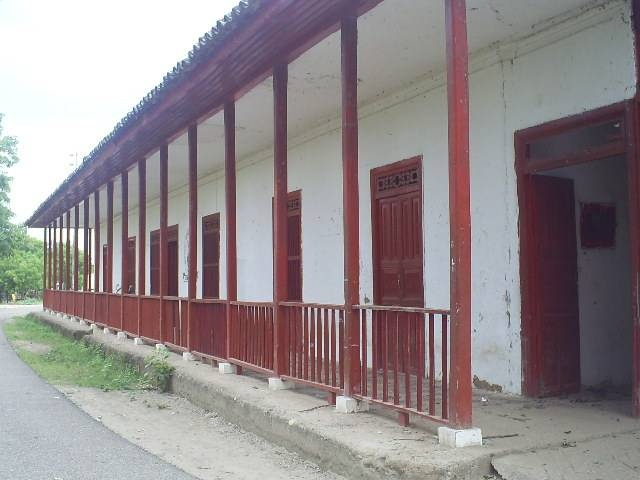
Casona de Paquiló, Cundinamarca.

Paquiló fue una legendaria hacienda localizada a orillas del río Magdalena en el municipio de Beltrán, Cundinamarca, a 60 kilómetros abajo de Girardot. Hoy día, la casa que aún se conserva,  
Cuando en la década de 1860 se desarrolló en Ambalema la industria del tabaco, se estableció en esa ciudad una importante compañía con capital inglés llamada Fruhling & Goshen de Londres, más conocida como: “La Casa Inglesa”. Esta se dedicó en un principio a la elaboración del añil y luego al cultivo, preparación y exportación del tabaco. Esta compañía poseyó, entre otras, dos grandes y valiosas propiedades que fueron: El Santuario y Paquiló en el departamento de Cundinamarca, que comprendían toda la vega del Magdalena, desde la desembocadura del río Seco, en inmediaciones del pueblo de Guataquí, hasta el paso de Gramalotal, enfrente de Ambalema. La Casa Inglesa no solo explotó el tabaco de Paquiló que tenía buena demanda en Hamburgo, Bremen y Londres, sino que despejó montañas y plantó los primeros potreros de Guinea, pasto que estaba recién introducido al País.
En el centro del territorio de Paquiló existía desde tiempo atrás un caserío a la orilla del río, cuyos habitantes eran pescadores y agricultores que trabajaban para la Casa Inglesa y llevaban sus productos a Ambalema. Cuando la Casa Inglesa se retiró en el año de 1890 vendió la propiedad de “El Santuario” a Mister Roger Vaughn, inglés de nacimiento y distinguido empleado de la compañía y la de Paquiló, al señor Pedro José Chacón, importante vecino de la región.
El centro poblado Paquiló, existía desde muchos años atrás, pues figuraba en los diarios de navegación de los primeros barcos de vapor que surcaron por el río Magdalena hacia 1841, y era de origen indígena. Todavía se conservan los tanques de piedra labrada que usó la Casa Inglesa para la preparación del añil.
Construyó don Pedro José Chacón la casa de Paquiló a orillas del río y del caserío, que guardó relación con el tamaño y la importancia de la hacienda. Para su construcción, que se inició en el año de 1894, llevó de Bogotá al director de obras que había construido parte del capitolio Nacional, quien hizo los planos de 40 metros por 40, con paredes de piedra y adobe de un metro de anchas y columnas y maderamen de guayacán. 
Según la Ordenanza Número 49 de 1904 se segregó el sector Campoalegre de Paquiló, agregándose a La jurisdicción de Guataquí.
A la muerte de don Pedro José Chacón, ocurrida en la Mesa en el año de 1909, los hermanos Vásquez, compraron a los herederos de don Pedro José el lote central, donde está la casa y el caserío. Este lote continuo llamándose “Hacienda de Paquiló”.
Contaban los antiguos habitantes de Paquiló, que la muerte de don Pedro José estuvo siempre asociada a una serie de leyendas y tradiciones, tal como el susto y alboroto que experimentó el ganado la misma noche en que ocurrió su muerte, llegando el ganado de uno de los potreros que da sobre el río, a correr a lo largo de las cercas sin causa alguna, después se precipitó al río, que cruzó nadando a pesar de lo oscuro de la noche para internarse en la rivera opuesta, en la margen del Tolima.
Los señores Vásquez, que adquirieron la Hacienda, formaban un grupo de cinco hermanos, sumamente varoniles y dotados de gran fortaleza y de una capacidad de trabajo admirable, eran oriundos de Antioquia donde en su juventud sufrieron muchas privaciones. El mayor de ellos, se fue a trabajar a los llanos de San Martín, obteniendo de su padre la suma de dos mil pesos para negociar con ellos, suma que recibió con la condición de traspasar al segundo de los hermanos cuando llegara al llano después de determinado tiempo, y así sucesivamente, hasta que todos ellos pudieran formar un capital. Y efectivamente, dadas sus condiciones, al cabo de muy pocos años lograron formar, no un capital, sino una inmensa fortuna que trabajaron juntos y que invirtieron en fincas de tierra caliente. Se decía que habían formado un pacto ente ellos para que ninguno contrajera matrimonio, so pena de perder los derechos en la sociedad, pacto que parece que cumplieron. Don Mamerto y don Cesáreo (especialmente el primero), se dedicaron a trabajar la hacienda de Paquiló. Diestros en toda clase de oficios relacionados con el ganado y con el campo, ningún vaquero trabajador o mayordomo pudo igualar sus proezas en la vaquería y en los Trabajos de corral.
Don Guillermo de Narváez adquirió la hacienda en 1926, y le dedicó sus mejores ratos, logrando convertir la hacienda en refugio de descanso y empresa comercial. Desarrolló programas agrícolas, ganaderos y a la cría de caballos criollos colombianos. Los habitantes del caserío lo estimaron desde el primer momento. Para ellos, “El Patrón”, fue desde entonces una ayuda, lleno de generosidad y comprensión, que pagaron siempre con amistad y lealtad a toda prueba.
A don Guillermo le gustaba invitar a sus amigos y parientes a pasar temporadas en la hacienda, en las que preparaba excelentes “viudos” en la orilla del río; paseos en canoa, pescas con chinchorro; cacerías de caimán, cuando todavía se encontraban estos animales en el alto Magdalena; grandes cabalgatas, vaquerías y tenidas musicales con conjuntos criollos del caserío.
Algunos meses antes de su muerte, el General Enrique de Narváez, padre de don Guillermo, quiso ir a conocer la Hacienda, para lo cual se trasladó desde la Esperanza donde residió durante sus últimos días. De su visita a Paquiló, de la grata impresión que le causó esta, y del recuerdo que conservó de la temporada, da idea la siguiente recordación que escribió a su regreso y que transcribo a continuación:
“Paquiló, ¡Paquiló!… Tu recuerdo, el recuerdo de nuestro fantástico viaje a tus hospitalarios lares; el de las cariñosas e incontables bondades de que fuimos objeto; el recuerdo de tus plácidos campos, de tus lumbrosos árboles, de tus indefinibles paisajes, de aquellos alegres o melancólicos cantares, y bambucos cuyos ecos, como rumorosas espumas, surgían de la canoa que nos deslizaba sobre el agua al compás de las ondulaciones del río; el recuerdo de todo ese conjunto de indescriptibles imperecederas impresiones, que convirtió en idilio de tranquilidad y bienestar las horas pasadas bajo tu amoroso techo, lo guardo en el corazón con la fijeza indeleble con que, según afirman, se graba en la pupila del moribundo la postrera visión que perciben sus ojos al apagarse en ellos los últimos reflejos de su vida. ¿No abras sido tu, Paquiló, la postrera visión sonriente y cariñosa grabada en las pupilas de mi alma, y el último y apacible grato rayo de luz que brillo en el anochecer de mi vida? — Fechado en la Esperanza, Mayo de 1929—. 
Guillermo de Narváez Quijano murió en marzo de 1951, a los 25 años de poseer la Hacienda. Si su muerte fue generalmente sentida, para pocos lo fue tanto como para los trabajadores de la Hacienda y los habitantes del caserío, quienes perdieron, no solo al “Patrón”, sino al amigo y su consuelo”.
La administración de la hacienda la continuó su hijo Jaime de Narváez Vargas en cuya memoria fue bautizado el Colegio institución educativa rural departamental Técnico Agropecuario Jaime de Narváez, que hoy día (2014), funciona en la vieja casona de Paquiló.
En la ordenanza 59 de noviembre de 1961 se crea la inspección departamental de policía de Paquiló, municipio de Beltrán. Bajo el artículo primero firmada por la asamblea departamental de Cundinamarca Ana Sixta G. Y por acuerdo número 24 de agosto de 1996 por medio de la cual se modifica la estructura en su artículo 1 creo. La inspección de policía de Beltrán con jurisdicción en todo el municipio y su sede principal está situado en la población de Paquiló.

## División Política
Su división política comprende el sector Sur (2) o comúnmente llamado "arriba" del municipio de Beltrán, las cuales son:
- Paquiló
- Guacharacas
- Guacamayas o San Francisco
- La Popa
- Paraíso o Alto de Lagunas